# Gà tây mắt đơn
Gà tây mắt đơn (danh pháp hai phần: Meleagris ocellata) là một loài chim trong họ Phasianidae.
Gà tây mắt đơn là một loài gà tây cư trú chủ yếu ở bán đảo Yucatán. Là một loài bà con với gà tây hoang (Meleagris gallopavo), đôi khi trước đây được đưa vào trong một chi riêng của nó (Agriocharis), nhưng sự khác biệt giữa hai loài gà tây hiện đang được coi là quá nhỏ để biện minh cho sự phân biệt gen. Nó là loài chim tương đối lớn, dài khoảng 70–122 cm và trọng lượng trung bình 3 kg (6,6 lbs) ở gà mái và 5 kg (11 lbs) ở gà trống.
Gà tây mắt đơn chỉ sống trong một phạm vi 130.000 km2 ở bán đảo Yucatán ở Mexico - trong đó bao gồm tất cả hoặc một phần các tiểu bang Quintana Roo, Campeche, Yucatán, Tabasco và Chiapas - cũng như các khu vực phía Bắc Belize và Guatemala.

## Hình ảnh

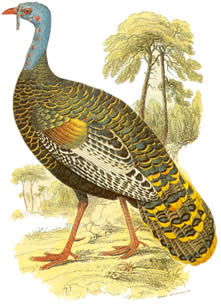
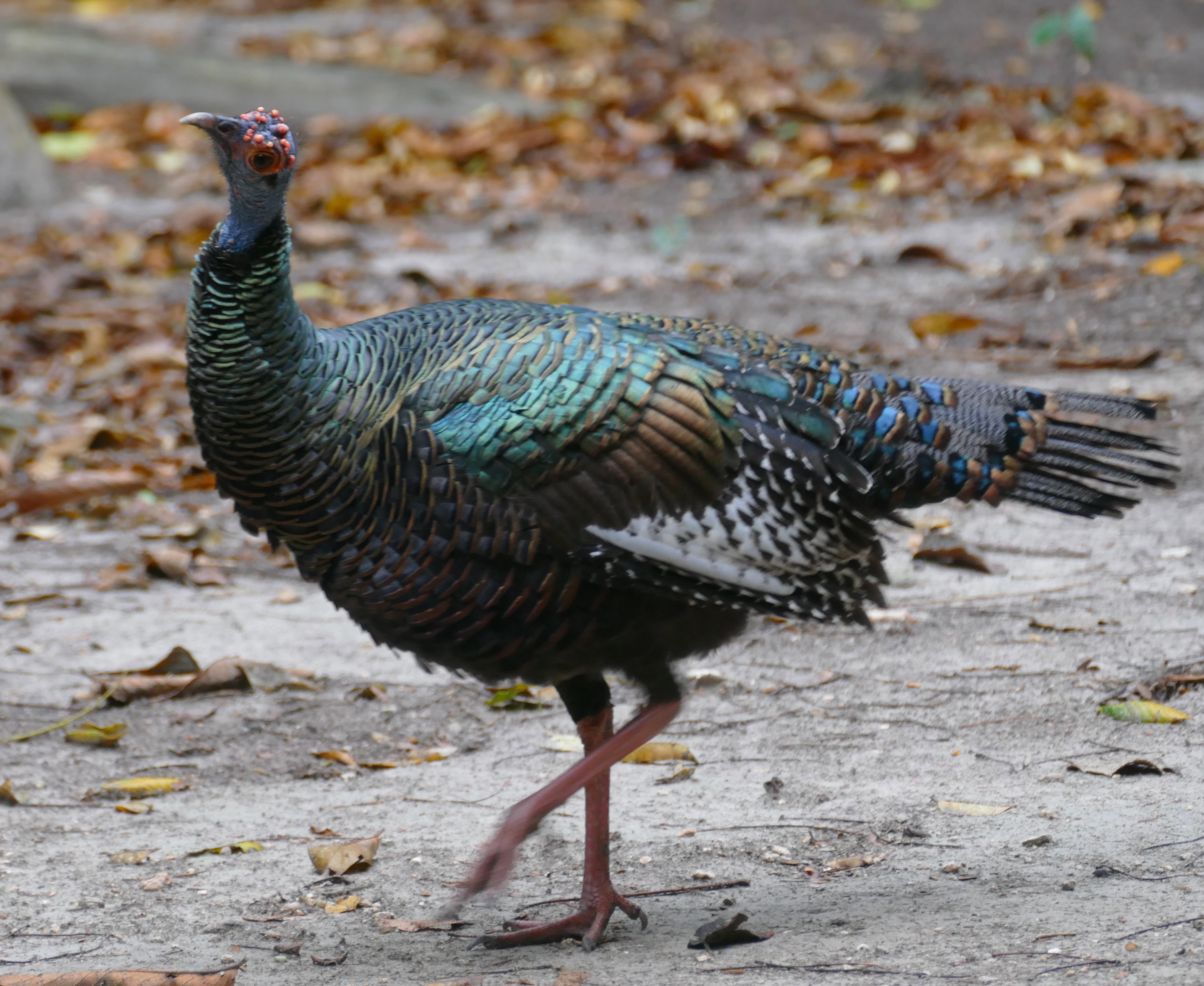
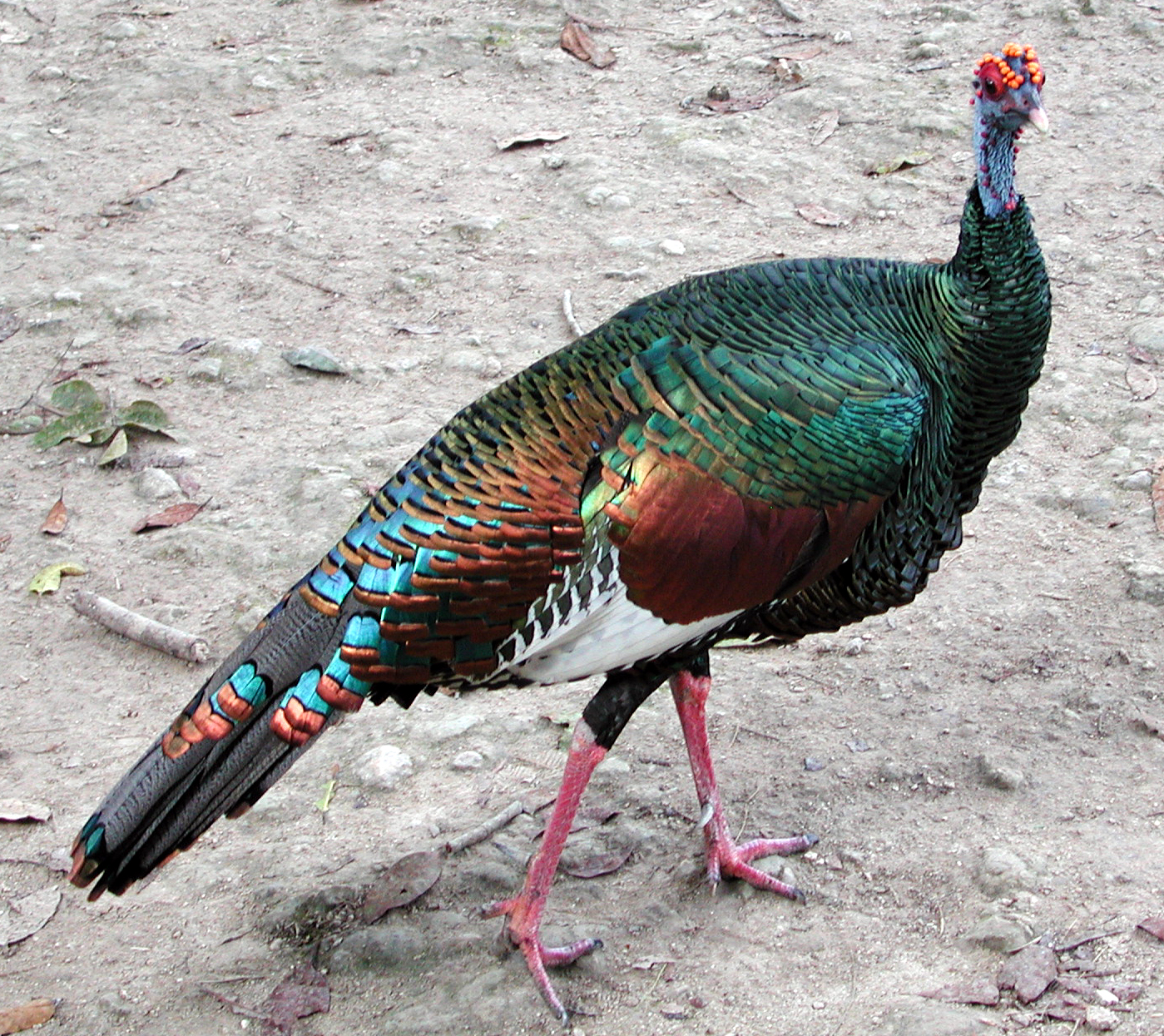